# 坂本典子
坂本 典子（さかもと のりこ、1980年6月8日 - ）は、日本のタレント。千葉県千葉市出身。大阪府茨木市・千葉県千葉市育ち。
グランツ所属。前事務所はシンクバンク。

## 出演番組
- モクスペ（2007年、日本テレビ系）
- 学校じゃ教えられない!（2008年、日本テレビ系）
- 流星の絆（2008年、TBS系）
- めちゃ×2イケてるッ!（2008年、フジテレビ制作・FNS系）
- 未来講師めぐる（2008年、テレビ朝日系）
- 侍戦隊シンケンジャー（2010年、テレビ朝日系）
- キレてもいいですか?（2010年、日本テレビ系）ほか

## CM
- サッポロ黒ラベル（2007年）
- サッポロうまい生（2007年）
- ジョージア（2008年）

## 雑誌
- mina（主婦の友社）

## MC
- NTT東日本　BフレッツキャンペーンMC（2006年）

## その他
- 2009ポートクイーン千葉　ファイナリスト（2009年）
- 2010ポートクイーン千葉　ファイナリスト（2010年）